# Question tibétaine aux Nations unies
Les Nations unies (ONU) sont confrontées au conflit entre la république populaire de Chine et le Tibet depuis 1949.

## Appel du Tibet aux Nations unies
Le 3 novembre 1949, le Kashag envoya une lettre au secrétaire d'État américain, Dean Acheson, lui demandant de soutenir l'adhésion du Tibet à l'ONU. Des appels similaires furent envoyés aux gouvernements indien et britannique. Le gouvernement indien donna comme argument contre cette candidature que l'URSS utiliserait son droit de veto au Conseil de sécurité, et que cette démarche agacerait la Chine inutilement. L'antenne du Foreign Office britannique à New Delhi était du même avis concernant l'URSS, et suggéra d'expliquer au Kashag la position des gouvernements occidentaux par l'intermédiaire du résident indien à Lhassa. Acheson souhaitait faire davantage pression sur l'Inde adressa un câble à Loy W. Henderson, ambassadeur américain en Inde. Quand K. P. S. Menon et Henderson abordèrent la question de l'admission du Tibet à l'ONU, Menon déclara, catégorique, que la requête du Tibet était sans espoir, et qu'un débat à l'ONU agiterait indûment la question tibétaine risquant de provoquer une réaction immédiate des communistes chinois. Un télégramme de Henderson à Acheson souligne qu'alors l'Inde avait pratiquement le monopole des relations étrangères et des communications tibétaines avec le monde non communiste.
Le 12 novembre 1950, environ un mois après l’entrée des troupes chinoises au Tibet, le gouvernement tibétain lança un appel aux Nations unies. L’Inde, pays directement concerné par le conflit sino-tibétain dans la mesure où le Tibet jouait le rôle de zone tampon entre différentes puissances asiatiques, réagit timidement en demandant l’avis des grandes puissances qui répondirent que ce conflit ne les concernait pas. L’Inde décida de ne pas intervenir, sans toutefois demander à la Chine de contrepartie.
Le Népal, voisin du Tibet, la Grande-Bretagne, ancienne puissance coloniale dans la région et les États-Unis, première puissance mondiale, exprimèrent leur sympathie pour le Tibet, sans apporter leur aide. L’ONU céda aux pressions de la Grande-Bretagne pour que l’appel du Tibet ne soit pas mis à l’ordre du jour.
L’abandon du Tibet en 1950, s’il est en partie lié à sa politique d’isolement, eu pour conséquence qu’aucun pays ne reconnut officiellement le gouvernement tibétain en exil mis en place après 1959. Seule l’Inde, qui a accordé en 1959 l’asile au Dalaï Lama, aux membres de son gouvernement et aux milliers de Tibétains exilés, exprima une position claire à l’égard du gouvernement tibétain en exil. De cette position découla en partie le conflit qui l’oppose à la Chine.

## Résolutions de l'Assemblée générale des Nations unies de 1959, 1961 et 1965
En 1959, une organisation affiliée aux Nations unies, la Commission internationale de juristes, publia un rapport dénonçant les arguments de la Chine pour asseoir sa domination sur le Tibet et accusa les autorités chinoises de perpétrer un génocide au Tibet.
La parution de ce rapport fut suivie de Résolutions de l’Assemblée générale des Nations unies sur les droits des tibétains en 1959, 1961 et 1965, puis l’ONU devint silencieuse avec l’entrée de la Chine dans cette organisation en 1971.
Pour Lakhan Lal Mehrotra, les Tibétains constituent un peuple en droit de bénéficier de l’autodétermination selon la loi internationale. C'est en reconnaissance de ce fait que furent adoptées les résolutions de 1959, 1960 et 1965 qui reconnaissent le statut des Tibétains en tant que peuple et se réfère à leur droit à l’autodétermination.
Mais avec les troubles au Tibet en 1989 et le massacre de la place Tian'anmen, le Parlement européen adopta une Résolution condamnant la politique de répression brutale du gouvernement chinois au Tibet. Suivant l’Union européenne, et malgré les fortes pressions des diplomates chinois, le 23 août 1991, la sous-commission des droits de l’homme de l’ONU vota à 15 voix contre 9 une résolution condamnant sans appel la répression chinoise, marquant la fin de l’impunité dont bénéficiait la Chine depuis 1965.
Cependant, l’importance croissante de la Chine sur la scène internationale fit reculer les grandes instances dont l’ONU. Ainsi, en l’an 2000, Kofi Annan, alors secrétaire général de l’ONU, demanda aux organisateurs du Sommet mondial du millénaire pour la paix (en) (28-31 août 2000) rassemblant des représentants de toutes les religions de ne pas inviter le Dalaï Lama. C’est un phénomène similaire qui s’est produit lors des réunions de la Commission des droits de l’homme.

## Conférence de Durban, 2001
Parallèlement à la Conférence de Durban, un forum réunissait 6 000 ONG jusqu’au 2 septembre.
Jampal Chosang, à la tête d’une délégation d’associations de Tibétains en exil participant au forum des ONG, a dénoncé « une nouvelle forme d’apartheid » au Tibet, en affirmant que la « culture tibétaine, la religion, et l’identité nationale sont considérées comme une menace » pour la politique et le contrôle de Pékin.

## Sommet de la Terre 1992
Lors de son allocution au Sommet de la Terre 1992, le dalaï-lama plaida pour la démilitarisation de la planète, expliquant ses souhaits que les Nations unies y parviennent rapidement et qu'à l'avenir le Tibet devienne un sanctuaire neutre et démilitarisé.

## Conférence mondiale sur les droits de l'homme
Le 14e Dalaï Lama fut invité par le gouvernement autrichien à participer avec 9 autres lauréats du prix Nobel de la paix à la séance inaugurale de la Conférence mondiale sur les droits de l'homme, et se vit interdire l'accès à l'immeuble de la réunion à la suite de pressions de la république populaire de Chine,. Le gouvernement autrichien, des ONG, et des prix Nobel boycottant la séance d'ouverture protestèrent, et le Dalaï Lama fut reçu sur les lieux de la conférence, où il prononcera un plaidoyer, sous la tente d'Amnesty International, en faveur de l'universalité des droits de l'homme, s'opposant au point de vue de régimes autoritaires et totalitaires défendant le libre arbitre des nations en fonction de leurs traditions,,,.

## Quatrième conférence mondiale sur les femmes
Kunzang Yuthok participe à la préparation et coordonne la délégation tibétaine de la Quatrième conférence mondiale sur les femmes qui s'est tenue sous l'égide de l'ONU à Pékin en Chine du 4 au 15 septembre 1995.

## Comité des droits de l'enfant
Le cas de Gendhun Choekyi Nyima, le 11e Panchen Lama, fut examiné par le Comité des droits de l'enfant le 28 mai 1996, et à d'autres occasions.
Lors de sa 32e session en 2005, le Comité des droits de l'enfant a exprimé sa préoccupation quant à la fermeture en janvier de cette année du bureau d'aide aux réfugiés tibétains au Népal et à l'expulsion par ce pays vers la Chine de demandeurs d'asile tibétains incluant des mineurs.

## Session du comité exécutif du programme du HCR (2004)
Wangchuk Tsering, représentant du bureau d'aide aux réfugiés tibétains à Kathmandou au Népal, participa en 2004 à la 55e session du comité exécutif du programme du Haut Commissariat des Nations unies pour les réfugiés (HCR), exprimant notamment sa préoccupation au sujet des problèmes rencontrés par les nouveaux réfugiés tentant de fuir le Tibet,.

## Demande de réouverture de la question tibétaine
En 1998, le Congrès de la jeunesse tibétaine organise une grève de la faim de six Tibétains à New Delhi du 10 mars au 15 mai 1998 qui avait pour objectif la réouverture par les Nations unies de la question tibétaine, la nomination d'un envoyé spécial et d'un rapporteur spécial de l'ONU pour le Tibet. Après 49 jours, le groupe composé de 6 personnes dont une femme âgée de 62 ans, fut évacué de force par la police indienne, le jour précédent la visite en Inde d’un chef de l'armée chinoise. C'est alors que Thupten Ngodup s'est immolé. Un deuxième groupe composé de cinq hommes devait prendre la suite le 28 avril. Mais au 18e jours, le TYC suspendait la grève de la faim après l'engagement de la Norvège, de la Pologne, de la Hongrie, du Costa Rica et de l'Union européenne d'intervenir auprès du gouvernement chinois et de l'ONU. Cet évènement inspire Les Guerriers de l'esprit, un film de Pierre Anglade.
Une autre grève de la faim fut organisée plus récemment en juillet-août 2007. Gyalo Dhondup, un frère du Dalaï Lama, rendit visite aux 14 Tibétains le 24e jour de leur grève de la faim pour leur enjoindre de cesser leur grève pour de ne pas mettre leur vie en danger, les assurant qu'il défendrait leur cause auprès du gouvernement chinois par l'intermédiaire de l'ambassade de Chine à New Delhi.

## Demande d'implication dans la succession du dalaï-lama
Le 8 novembre 2019, Sam Brownback, ambassadeur des États-Unis pour la liberté religieuse internationale (en), plaide pour l'implication des Nations unies  dans la désignation du prochain dalaï-lama, Tenzin Gyatso, ayant eu 84 ans le 6 juillet de la même année. La demande est rejetée par Geng Shuang porte-parole du ministère chinois des Affaires étrangères.